# Shōchō
Shōchō (japanska: 正長?, Shōchō), 27 april 1428–5 september 1429, var en kort period i den japanska tideräkningen under kejsarna Shōkōs och Go-Hanazonos regeringar.
Namnet på perioden är hämtat från ett citat ur det kinesiska verket Liji.
Perioden har gett namn åt Shōchō-revolten (japanska: Shōchō no tsuchiikki) som inträffade år 1428. Det brukar anses vara den första folkliga revolten under den japanska medeltiden. Shōchō-revolten koordinerades, liksom flera andra folkliga resningar, av beridna varubud, så kallade bashaku.

## Fotnoter
1. ↑  Uppslagsverket Daijirin (大辞林), elektronisk utgåva, Sanseido 2006. Datum enligt den japanska månkalendern som inte helt överensstämmer med den västerländska.
2. ↑  Citatet på klassisk kinesiska: 在位之君子、威儀不差忒、可以正長是四方之国
3. ↑  Enligt Japanska Wikipedia.